# Oriel Álvarez Gómez
Octavio Oriel Álvarez Gómez (Vallenar, 20 de noviembre de 1923 – Copiapó, 31 de enero de 2009) fue un minero, político y escritor chileno.
Es considerado el más importante historiador de la región de Atacama, entre las últimas décadas del siglo XX y comienzos del siglo XXI. Sobresale su libro Atacama de plata, con más de 15 000 ejemplares vendidos.

## Biografía
Fue hijo de Pedro Zorobabel Álvarez Barahona y de Manuela Gómez. Se casó con la huasquina Briceyda Tapia Lima, con quien tuvo cuatro hijos: Pedro, Oriel, Gloria y Dora.
Estudió en las pequeñas localidades de Cachiyuyo y Hacienda La Compañía. Luego continuó estudios secundarios en Vallenar y Copiapó.

Fui obrero en las haciendas La Compañía, Buena Esperanza y Atacama. En esta última me desempeñé como bodeguero. También fui obrero en el salitre y en la gran minería del cobre, María Elena y Potrerillos. Fue empleado en Capote Aurífero, El Morado, Astillas y Algarrobo. Además, Delegado de Desarrollo Social en Atacama y empleado en el Sindicato Profesional de EE. De Codelco en Chuquicamata. Otro de mis trabajos han sido en la Hacienda Alianza, en Tierra Amarilla; y en la mina El Bronce, en Petorca.
Oriel Álvarez Gómez

Una de las facetas que más lo distinguen en su incansable labor como investigador. Gracias a esa labor se han podido establecer nuevos y numerosos antecedentes de la historia de Atacama y de Petorca.
En los años 1970, participó en el equipo pionero que formó el Museo Regional de Atacama. En su vida prevalecieron sus deseos de superación, que desde muy joven demostró en sus sencillos trabajos como obrero agrícola, donde el leer y el investigar el pasado de la tierra que amó le llevó a tener amplios conocimientos.
Miembro Honorario del Instituto de Ingenieros de Minas de Chile, desarrolló una vasta labor cultural y de divulgación que se ve reflejada no solo en sus libros sino también en sus charlas y conferencias, así como en sus innumerables artículos de prensa.
Fue socio fundador y primer presidente de la filial en Copiapó de la Sociedad Chilena de Historia y Geografía, Además miembro correspondiente en Atacama de la Academia Chilena de la Lengua.
A raíz del libro "Atacama de plata", el ministro de Minería en diciembre de 2002 señaló:

La historia reciente de la minería también nos habla de emprendimiento y de nuevas posibilidades de desarrollo y contribución de este sector al mejoramiento de las condiciones de vida de las personas y las regiones donde esta actividad se realiza. Hemos sido y seguiremos siendo un país minero. Estamos viviendo una nueva minería; un nuevo mundo minero que se abre hacia el horizonte, un mundo minero integrado a los mercados mundiales, con altos niveles de desarrollo tecnológico, con cuadros técnicos y profesionales de primer nivel, con una industria asociada a la actividad cada vez más pujante y prometedora, una minería que quiere escribir una nueva página de la historia y del futuro de Chile.

Esperamos que este libro sea el portador de nuestra identidad como país minero en cada una de las escuelas y liceos del país, que ilumine de sueños y aspiraciones las mentes de los buscadores de riqueza del mañana.
Alfonso Dulanto Rencoret, ministro de Minería de Chile (2002-2006)

## Política
Fue elegido regidor por la comuna de Freirina, postulado por el Partido Demócrata Cristiano, en los períodos iniciados en 1960 y 1961. También fue candidato a diputado por la antigua Provincia de Atacama.

## Libros
- 1980 - Jerónimo Godoy, padre de Gabriela
- 1980 - Atacama de plata[4]
- 1980 - Jotabeche, personaje múltiple
- 1980 - Los hermanos Sarmiento en Atacama
- 1995 - Huasco de cobre[5]
- 1998 - Historia de Petorca

## Premios y distinciones
- Medalla Ambrosio O'Higgins, (con la que Vallenar distingue a sus hijos ilustres).
- Medalla Aniversario de Copiapó.
- Medalla Rafael Torreblanca (conferida por la Intendencia de la Región de Atacama).
- 2001 - Premio Regional de Literatura (por el Gobierno Regional de Atacama y la Secretaría Regional Ministerial de Educación, el 27 de abril de 2001).[6]

## Homenajes póstumos
- Premio Oriel Álvarez Gómez (a los mejores cuentos de la provincia del Huasco)[7]